# Томпсон, Джордан (волейболистка)
Джордан Маккензи Томпсон (англ. Jordan Mackenzie Thompson; 5 мая 1997, Идайна, штат Миннесота, США) — американская волейболистка, диагональная нападающая. Олимпийская чемпионка 2020.

## Биография
Джордан Томпсон родилась в Идайне (штат Миннесота) в семье Тайрона Доулмэна и Мэри Томпсон. Её отец играл за баскетбольную команду Питтсбургского университета, а также за выставочную команду «Гарлем Глобтроттерс». Дядя Джордан — Крис Доулмэн — член Зала славы американского футбола.
Волейболом Томпсон начала заниматься в средней школе, перейдя из баскетбола, и спустя два года была включена в команду 1-го дивизиона Национальной ассоциации студенческого спорта (англ. National Collegiate Athletic Association, сокр. NCAA). Учась в высшей школе Идайны, спортсменка в 2011—2014 годах принимала участие в различных соревнованиях Любительского спортивного союза (AAU), в которых становилась чемпионкой и призёром.
С 2015 Джордан Томпсон выступала за команду Университета Цинциннати в студенческих соревнованиях. Трижды признавалась лучшим игроком года Американской спортивной конференции (англ. American Athletic Conference, сокр. ААС). В 2016 и 2017 становилась серебряным призёром, а в 2019 привела свою команду к победе в чемпионате ААС, набрав в решающем матче против Коннектикутского университета 50 очков.
В 2019 Томпсон заключила свой первый профессиональный контракт, получив приглашение из турецкого «Фенербахче». Спустя год перешла в другую турецкую команду — «Эджзаджибаши».
В 2019 спортсменка дебютировала в национальной сборной США, став в её составе победителем Лиги наций и отборочного олимпийского турнира. Спустя два года Томпсон повторила свой успех в Лиге наций, а затем стала олимпийской чемпионкой на отложенной токийской Олимпиаде.

### Клубная карьера
- 2015—2019 —  Университет Цинциннати;
- 2019—2020 —  «Фенербахче» (Стамбул);
- 2020—2022 —  «Эджзаджибаши» (Стамбул);
- 2022—2023 —  «Веро Воллей» (Монца);
- 2023—2024 —  «Вакыфбанк» (Стамбул);
- с 2024 —  «Хьюстон» — LOVB.

## Достижения

### Со сборной США
- Олимпийская чемпионка 2020;
  - серебряный призёр Олимпийских игр 2024.
- двукратный победитель Лиги наций — 2019, 2021.
- серебряный призёр чемпионата NORCECA 2023.

### С клубами
- победитель (2019) и двукратный серебряный призёр (2016, 2018) чемпионатов Любительского спортивного союза США (AAU).
- двукратный бронзовый призёр чемпионатов Турции — 2022, 2024.
- серебряный призёр розыгрыша Кубка Турции 2021.
- победитель Суперкубка Турции 2020, 2023.
- серебряный призёр чемпионата Италии 2023.

- серебряный призёр клубного чемпионата мира 2023.

### Индивидуальные
- 2016: игрок года Американской спортивной конференции (ААС).
- 2018: игрок года Американской спортивной конференции (ААС).
- 2019: игрок года Американской спортивной конференции (ААС).
- 2009: лучшая диагональная нападающая розыгрыша Суперкубка Турции.
- 2023: лучшая диагональная нападающая чемпионата NORCECA.
- 2023: лучшая диагональная нападающая розыгрыша Суперкубка Турции.
- 2023: MVP розыгрыша Суперкубка Турции.